# Manilkara kauki
Espèce
Classification APG III (2009)
Manilkara kauki est une espèce de plantes à fleurs de la famille des Sapotaceae. Elle vit en Birmanie et du Vietnam au nord du Queensland en Australie, où elle est appelée wongi.
Les feuilles sont rigides, à bout émoussé, de couleur vert-foncé sur la face supérieure, et pâle et soyeux en dessous. Les fruits sont comestibles et rouge-orange, leur longueur étant de l'ordre de 3 à 4 cm.

## Référence taxonomique
- (en) World Checklist of Selected Plant Families (WCSP) : Manilkara kauki
- (fr + en) ITIS : Manilkara kauki (L.) Dubard
- (en) NCBI : Manilkara kauki (taxons inclus)
- (en) GRIN : espèce Manilkara kauki (L.) Dubard